# Jack Teagarden
Pour les articles homonymes, voir Teagarden.
Weldon Leo "Jack" Teagarden, est un tromboniste et chanteur de jazz américain, né le 20 août 1905 à Vernon (Texas) et mort le 15 janvier 1964 à La Nouvelle-Orléans.
Il est aussi connu sous les surnoms de Big Tea (ou Big T) et  Mister Tea.

## Biographie
Fils du trompettiste Charles Teagarden et d’une pianiste, Weldon Leo Teagarden apprend successivement le piano, le saxhorn baryton puis le trombone à l'âge de dix ans.  Dès treize ans il se produit professionnellement avec sa mère avant de rejoindre des orchestres locaux. C’est dans le "quartet" du batteur Cotton Bailey qu’il prend comme nom de scène « Jack » Teagarden. De 1923 à 1927, il joue dans de nombreuses formations (les  « Peck Kelly’s Bad Boys », les « Marine’s Southern Serenaders », les « Billy Lustig’s Scranton Sirens » et les orchestres de Willard Robinson et Doc Ross).
Ses frères, Charlie Teagarden et Clois Teagarden deviendront respectivement trompettiste et batteur ; sa sœur Norma Teagarden deviendra pianiste.
Il enregistre pour la première fois en 1927 pour le label Victor en tant que tromboniste du groupe « Johnny Johnson and his Statler Pennsylvanians ».  Après un bref passage, chez Tommy Gott, il intègre l’orchestre du batteur Ben Pollack dans lequel il reste jusqu’en 1933. Pendant cette période, il enregistre de nombreuses fois avec Pollack mais aussi sous son propre nom ou comme sideman aux côtés, entre autres, de Louis Armstrong, Benny Goodman, Bix Beiderbecke, Hoagy Carmichael, Red Nichols et Eddie Condon.
En 1933, on le voit dans les groupes d’Eddie Sheasby, Wingy Manone et Mal Hallett puis il rejoint en décembre l’orchestre de « jazz symphonique » de Paul Whiteman où il restera jusqu’en 1938.
En 1939, il forme son propre big-band qui est musicalement une réussite mais se solde par un total désastre financier. À la suite de quoi Teagarden se rabat prudemment sur une carrière de musicien « free lance ».
En  juillet 1947, Louis Armstrong l’engage pour son « All Stars ». Teagarden reste dans ce groupe jusqu’en août 1951.
De 1951 à sa mort, malgré une santé défaillante vers la fin de sa vie (il souffre d'une pneumonie), il dirige son propre « All stars ». En 1957, il fait une tournée en Europe au côté du pianiste Earl Hines. Fin 58-début 59, il fait une tournée en Asie dans le cadre des échanges culturels du « State Department ».
Il meurt en janvier 1964 à La Nouvelle-Orléans. Sa dernière épouse Adeline, née en 1915, est décédée en 1997 à 81 ans.

## Discographie
- Big Jazz avec Rex Stewart (Atlantic, 1953)
- Holiday in Trombone (EmArcy, 1954)
- Jack Teagarden Plays and Sings (Urania, 1954)
- Meet the New Jack Teagarden Volume I (Urania, 1954)
- Jazz Great (Bethlehem, 1955)
- Accent On Trombone (Urania, 1955)
- Big T's Jazz (Decca, 1956)
- This Is Teagarden! (Capitol, 1956)
- Swing Low, Sweet Spiritual (Capitol, 1957)
- Jazz Ultimate avec Bobby Hackett (Capitol, 1958)
- Jack Teagarden at the Roundtable (Roulette, 1959)
- Shades of Night (Capitol, 1959)
- Mis'ry and the Blues (Verve, 1961)
- Think Well of Me (Verve, 1962)
- The Dixie Sound of Jack Teagarden (Roulette, 1962)
- Jack Teagarden (Verve, 1962)
- The Blues and Dixie (Rondo-lette, 1963)
- A Portrait of Mr. T (Roulette, 1963)
- Swinging Down in Dixie (Golden Tone, 1963)
- King of the Blues Trombone (Epic, 1963)
- Big T's Dixieland Band (Capitol, 1977)
- Big T & the Condon Gang (Pumpkin, 1978)
- Original Dixieland (Everest Archive, 1978)
- Big Band Jazz (Everest Archive, 1979)
- Mighty Like a Rose (Koala, 1979)
- The Swingin' Gate (Jasmine, 1981)
- The Big Band Sound of Bunny Berigan & Jack Teagarden (Folkways, 1982)
- Tribute to Teagarden (Pausa, 1983)
- Birth of a Band (Giants of Jazz, 1985)
- 100 Years from Today (Grudge, 1990)
- The Complete Capitol Fifties Jack Teagarden Sessions (Mosaic, 1996)
- It's Time for T (Naxos, 2006)
- Father of Jazz Trombone (Avid Entertainment, 2004)

### En tant que guest
- Red Allen, Red Allen, Kid Ory & Jack Teagarden at Newport (Verve, 1957)
- Ben Pollack, Dixieland (Savoy, 1956)